# هاري دوسن
هاري دوسن (بالإنجليزية: Harry Dawson)‏ هو لاعب كرة القدم الغالية أيرلندي، ولد في 28 مارس 1992 في دبلن في جمهورية أيرلندا.